# GE 70-ton
Le GE 70-ton (pour General Electrics et 70 tonnes, aussi appelées GE 70) est une série de locotracteurs diesel-électrique à quatre essieux, construite par General Electric entre 1942 et 1955. Le GE 70 est classé comme une locomotive de type B-B.

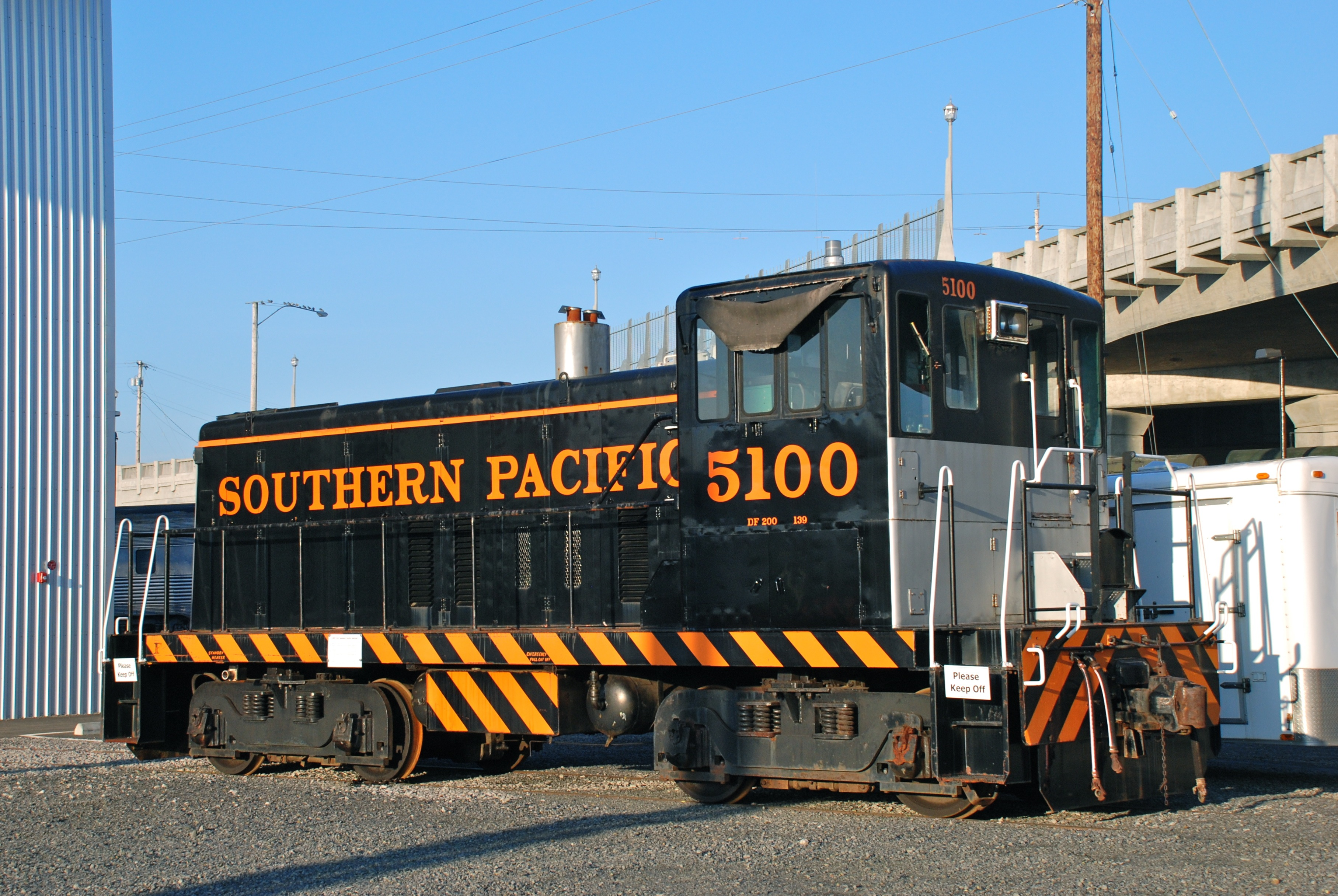
Le GE 70-ton 5100 préservé à l'Oregon Rail Heritage Center.

## Conception
La première série de « 70 tonners » étaient un groupe de sept locomotives à cabine centrale construites pour le New York Central Railroad en novembre 1942. Elles sont différentes des versions dont la cabine est à l'extrémité.
Des locomotives ont été exportées vers le Brésil comme GE 64T (pour 64 tonnes) et surnommées « scooters ».

## Exemplaires en activité
La Modesto and Empire Traction Company a utilisé neuf de ces locomotives de 70 tonnes (MET N° 600–609) sur ses lignes, en parallèle de deux EMD SW1500 ex-Southern Pacific. La compagnie a depuis retiré du service et vendu toutes ces locomotives, à l'exception du n°600.
Le Belfast and Moosehead Lake Railroad a toujours ses locomotives 50, 51 et 53. Les 50 et 51 ont été achetées à l'origine de la compagnie, la 53 a été achetée d’occasion. En mars 2017, les 50 et 53 sont en service, la 51 a souffert d'une panne moteur irréversible et est hors service. Elle est conservée pour pièces.
La n° 54 du DownEast Scenic Railroad, ex-Belfast and Moosehead Lake Railroad 54, originellement n°16 du Berlin Mills Railway 16 est toujours en service en novembre 2016.
L'Oregon Pacific Railroad détient la GE 70 n°5100 du Southern Pacific. La locomotive a conservé la livrée historique du Southern Pacific et est actuellement hors service.
L'ex-Norfolk Southern Railway n°703, numéro de série GE 30015, ex n° 703 du Southern Railway; puis Naporano Iron & Metal (mai 1978); puis Lake Ontario Steel (mai 1978);  est à présent propriété du South Simcoe Railway. Elle est motorisée par un moteur Cummins VTA1710 V12. Le Denton Farmpark (Denton, Caroline du Nord) possède le n°202 du High Point Thomasville & Denton Railroad, restauré et opérationnel.
Une machine de 70 tonnes équipée avec un moteur Cummins et le système de contrôle PLC est au Mexique, en état de marche. Après avoir été opérée par Ryder, un sous-traitant chargé de la logistique dans l'usine General Motors de Silao Guanajuato pendant 16 ans jusqu'en janvier 2013, quand il a été remplacé par un EMD SW1504 . Il est alors vendu au Ferrovias Del Bajio, une entreprise de travaux ferroviaires et de location de matériel et fait aujourd'hui partie de sa flotte disponible en leasing.
Deux des versions à cabine d'extrémité sont en présentation statique au Whippany Railway Museum, à Whippany, New Jersey. Elles étaient originellement propriété du Rahway Valley Railroad, basé à Kenilworth, New Jersey, en tant que RV16 et RV17. Elles avaient été mises en service respectivement en 1951 et 1954 respectivement, et utilisées jusqu'à la fermeture de la short-line en 1990. Toutes deux sont propriété de l'United Railroad Historical Society of New Jersey.
Trois versions à cabine d'extrémité (n°5, 6 et 7) sont toujours en service à l'utine WVA Manufacturing, LLC à Alloy en Virginie-Occidentale. Elles ont été achetées par l'Union Carbide company il y a une quinzaine d'années. Elles sont toujours en service avec des moteurs rénovés.
Le Waterloo Central Railway qui opère un train touristique possède un GE 70 immatriculé 1556 et parcourant la ligne entre North Waterloo, Ontario, et Elmira, Ontario, une douzaine de fois par semaine.

## Préservation
Frisco (St. Louis – San Francisco Railway) n°111 en livrée B&Y préservé à Heart of the Heartlands.
Baltimore & Annapolis Railroad n°50 au B&O Railroad Museum, [Baltimore, MD].
Le Southern Pacific 5100 préservé au Oregon Rail Heritage Center à Portland, Oregon. Prêté au musée par le Oregon Pacific Railroad.
Canadian National 70-ton n°30 au Canadian Railway Museum / Exporail, à Saint-Constant, Quebec.
Un GE 70-ton à voie métrique et utilisant des bogies type CC à trois essieux est utilisé au musée du Brazilian Railway Preservation Association (ABPF) à Campinas.
Seule une des locomotives à cabine centrale, apprenant précédemment au Ellwood Engineered Castings en tant que n°6114B, est préservée par la Ted Engine Foundation à Youngstown, Ohio.